# Maçonnologie
La maçonnologie est la discipline de réflexion qui étudie la franc-maçonnerie avec les méthodes de la recherche universitaire.

## Définition
La maçonnologie peut être définie comme la science du fait maçonnique, qu'elle envisage non seulement dans sa dimension historique, mais également en littérature, en philosophie et en sociologie. Elle étudie également, mais dans une moindre mesure, ses dimensions politiques, juridiques, psychologiques, économiques, héraldique, numismatique, philatélique, musicologique, d'anthropologie sociale et culturelle ainsi que d'histoire de l'art. En revanche, ses aspects sémiologiques, psychanalytiques ou ethnopsychiatriques restent encore relativement inexplorés.

## Historiographie
Les premiers documents maçonniques ne distinguaient pas les faits historiques des légendes. La maçonnologie historique n'apparaît que dans la première moitié du XIXe siècle, en Allemagne, à l'époque de l'école historico-critique de Tübingen. Ce nouvel esprit gagne ensuite l'Angleterre à la fin du siècle, autour de la loge de recherche Quatuor Coronati.
En France, c'est un chercheur qui n'appartient pas à la franc-maçonnerie, René Le Forestier qui réalisera les premières recherches importantes, mais ce n'est qu'à partir des années 1950 que des historiens comme Pierre Chevallier commencent véritablement à s'extraire d'une approche purement factuelle et à relier les évolutions de la franc-maçonnerie à celles des pays où elle se pratique, notamment à celles de la sociabilité. À l'heure actuelle, c'est la franc-maçonnerie du XVIIIe siècle qui est la plus étudiée et la mieux connue, notamment par l'impulsion donnée par la Société française d'études du XVIIIe siècle.

## Difficultés
L'essor de la maçonnologie s'est longtemps heurté, notamment en France, au fait que ses études étaient un enjeu de pouvoir entre les adversaires et les partisans de la franc-maçonnerie. Ces deux camps opposés parvenaient parfois, bien qu'avec des objectifs opposés, à des conclusions identiques mais erronées. On en trouve un bon exemple à la fin du XIXe siècle dans la légende alors communément admise selon laquelle la franc-maçonnerie aurait organisé en sous-main la Révolution française.
La maçonnologie est également confrontée à la masse imposante de la production interne, principalement composée de travaux personnels qui sont révélateurs de l'imaginaire et de la variété des conceptions individuelles des francs-maçons mais qui font rarement preuve d'une grande rigueur épistémologique. Son étude est également compliquée par les débats internes aux obédiences, tel celui de la régularité maçonnique, qui ne peuvent pas être abordés de la même manière selon qu'on les envisage dans une perspective doctrinale ou avec les seules méthodes des sciences humaines.

## Par pays

### En Belgique
En Belgique depuis 1983 existe une chaire universitaire de maçonnologie, la Chaire Théodore Verhaegen, dont le siège est à l'Université libre de Bruxelles. De notoriété internationale, elle réunit régulièrement sur un thème donné des spécialistes de la question dans un colloque dont les actes sont publiés dans Le pavé mosaïque, revue d'études maçonniques aux éditions Dervy.
Créée par Hervé Hasquin, sous l'égide du Grand Orient de Belgique, cette chaire originale de maçonnologie a été ensuite dirigée par Luc Nefontaine, grand connaisseur et auteur d'ouvrages sur la franc-maçonnerie, à commencer par sa thèse de doctorat à l'ULB, qui a été publiée, sur l'historiographie, la phénoménologie et l'herméneutique des symboles maçonniques.

### En France
- La revue française Renaissance traditionnelle de recherche maçonnique, fondée par René Guilly (alias René Desaguliers) et actuellement dirigée par Roger Dachez et Pierre Mollier, a été placée en tête des publications maçonniques actuelles, anglo-saxonnes comprises, lors d'un congrès en 2007 de la Cornerstone Society par Acaster, membre de Quatuor Coronati. Elle a été aussi citée comme la plus importante selon la revue Freemasonry Today en octobre 2007.
- Certaines initiatives locales ont abouti à la création d'association de maçonnologie par exemple « Les Amis Provençaux de Renaissance Traditionnelle », qui étudient la revue quadragénaire du même nom.
- L'Institut maçonnique de France (IMF), présidé aussi par Roger Dachez, a pour mission de mieux faire connaitre le patrimoine culturel de la franc-maçonnerie, et étudie la maçonnologie. Il est animé par un comité scientifique composé d’universitaires et d'historiens.
- La loge d'études et de recherches William Preston de la Loge nationale française donne une excellente idée des recherches maçonniques actuelles notamment sur le plan historique, et Les cahiers Villard de Honnecourt de la Grande Loge nationale française sont toujours une référence.
- L'Institut d'études et de recherches maçonniques (IDERM), au sein du Grand Orient de France, qui publie Chronique d'histoire maçonnique, travaille lui aussi depuis de nombreuses années à la connaissance de la franc-maçonnerie. Les spécialistes français et anglais d'obédiences n'ayant pas de rapports officiels avec le GODF suivent cependant de près les travaux de l'IDERM. Les travaux de l'institut sont relayés en province par l'IDERM Septentrion, à Lille[3]. La revue d'études La Chaîne d'union complète la diffusion des travaux de maçonnologie du Grand Orient de France.
- La loge de recherche « Jean Scot Erigène » de la Grande Loge de France, qui fait hommage au philosophe irlandais Jean Scot Erigène, publie les Cahiers Jean Scot Erigène.
- La maçonnologie sait également être humoristique avec la série « Crimes et loges » inaugurée en 2007 chez l'éditeur JC Lattès par Alain Bauer et Roger Dachez. Les mystères de Channel Row présente une enquête rocambolesque à Londres en 1717 sur l'énigme des origines de la franc-maçonnerie.

### Au Royaume-Uni
Les travaux de la loge Quatuor Coronati de la Grande Loge unie d'Angleterre constituent une référence de réputation internationale.
La Cornerstone society a été créée en 1999 pour promouvoir la compréhension de la signification et le but de la franc-maçonnerie.

### En Suisse
Le 28 septembre 1985, fut créé à Berne à l'instigation de Jean Bénédict le Groupe de Recherche Alpina essentiellement consacré à la recherche dans les domaines du symbolisme, des rituels, de la philosophie, de l'histoire, de la littérature et de l'art en franc-maçonnerie. Il a été reconnu officiellement par la Grande Loge suisse Alpina en 2002.